# Józef Broel-Plater
Józef Jan Andrzej Joachim Broel-Plater (Kombuļi, 15 novembre 1890 – Dachau, 30 giugno 1941) è stato un militare e bobbista polacco.

## Biografia
Nato in una venerabile e ricca famiglia nobile lituana, discendente di Jan Ludwik Broel-Plater (m. 1736), noto come Patriarca di Livonia, ed era imparentato con la combattente per la libertà Emilia Plater (1806–1831). Ereditò un maniero oltre il confine in Lettonia. Si diplomò nel 1907 al ginnasio Sant'Anna di Cracovia, studiando poi filosofia nel 1909-1911 all'Università di Friburgo, in Svizzera.
Nella prima guerra mondiale, Broel-Plater prestò servizio come volontario nell'esercito francese. Fu promosso al grado di tenente e gli fu conferita la Croix de Guerre 1914-1918. Verso la fine della guerra prestò servizio nell'Armata blu polacca come parte delle forze francesi. Parlando correntemente tre lingue, funse da interprete per i diplomatici dell'Alto Comando, dove conobbe Ludwika Nawroczynska (1885-1972), che al termine della guerra sposò.
Appassionato di vari sport (praticò scherma, automobilismo, sci e tiro a segno), Józef Broel-Plater si interessò per creare una squadra olimpica di bob: sebbene il Comitato Olimpico Polacco non fosse favorevole a questa idea, temendo un risultato insoddisfacente per la fretta di formare la squadra e non volendo sprecare soldi per il viaggio, il conte Broel-Plater rassicurò i membri del comitato che i bobbisti avrebbero viaggiato con proprie risorse e che egli stesso possedeva un bob denominato "Pipsi". Un mese e mezzo prima delle gare, i polacchi raggiunsero Davos per allenarsi sulla pista svizzera e cercare di formare una squadra rappresentativa; presero parte anche ad una gara preolimpica, in cui il bob Pipsi si ribaltò, costringendo Broel-Plater a interrompere gli allenamenti per infortunio. Nonostante ciò la Nazionale di bob della Polonia debuttò alle Olimpiadi di Sankt Moritz 1928, pilotata dal conte Józef Broel-Plater con Jerzy Bardziński, Jerzy Potulicki-Skórzewski, Jerzy Łucki e Antoni Bura (tutti ufficiali dell'esercito polacco), giungendo al 17º posto su 23 equipaggi.
Quando la Polonia fu occupata dalla Wehrmacht nazista durante la seconda guerra mondiale, fu arrestato dalla Gestapo a Konstantynów e imprigionato il 6 settembre 1940 nel campo di concentramento di Dachau con il numero di matricola 18515, dove morì meno di un anno dopo. La moglie Ludwika fu partigiana nell'Armia Krajova, il più grande movimento di resistenza polacca, e fu coinvolta negli aiuti agli ebrei del ghetto di Varsavia: venne anch'essa arrestata e torturata dai nazisti; nel dopoguerra fu attiva in Svezia nelle ricerche per incriminare i criminali di guerra tedeschi.